# Get It Up
A Get It Up a TLC amerikai együttes kislemeze a Poetic Justice (Hazug igazság) című film filmzenealbumáról. A dal a The Time azonos című dalának feldolgozása, szerzője Prince. A dal felkerült a TLC Now and Forever: The Hits című válogatásalbumára (2003). A videóklipet 1993 júniusában forgatták.

## Dallista
CD kislemez (USA)
1. Get It Up (Radio Edit) – 4:00
2. Get It Up (12" Remix)	– 6:36
3. Get It Up (12" Hip-Hop Remix) – 5:49
4. Get It Up (Quiet Storm Mix) – 4:20
5. Get It Up (Hip-Hop Radio Mix)	– 4:00

CD kislemez (USA, promó)
1. Get It Up (Radio Edit) – 4:00
2. Get It Up (LP Version) – 4:23
3. Get It Up (Hip-Hop Radio Mix) – 4:00
4. Get It Up (Quiet Storm Mix) – 4:20

12" kislemez (USA, Hollandia)
1. Get It Up (12" Remix)	– 6:36
2. Get It Up (12" Hip-Hop Remix) – 5:49
3. Get It Up (Radio Edit) – 4:00
4. Get It Up (LP Version) – 4:23
5. Get It Up (Hip-Hop Radio Mix) – 4:00
6. Get It Up (Quiet Storm Mix) – 4:20

## Helyezések
| Slágerlista (1993)                               | Legmagasabb helyezés |
| ------------------------------------------------ | -------------------- |
| USA Billboard Hot 100                            | 42                   |
| USA Billboard Hot R&B Singles                    | 15                   |
| USA Billboard Hot Dance Music/Maxi-Singles Sales | 3                    |
| USA Billboard Rhythmic Top 40                    | 14                   |